# Tarzanchamäleon
Das Tarzanchamäleon (Calumma tarzan) ist eine Art der auf Madagaskar endemischen Gattung Calumma. Diese Art aus der Anosibe An'Ala-Region wurde 2010 beschrieben und ist durch Habitatzerstörung in ihrem Bestand bedroht. Die IUCN zählt sie zu den hundert am stärksten vom Aussterben bedrohten Arten.

## Erscheinung
Das Tarzanchamäleon ist ein mittelgroßes, primär grün gefärbtes Chamäleon, das eine Kopf-Rumpf-Länge von 61 bis 72 Millimeter und eine Gesamtlänge von 119 bis 150 Millimeter erreicht. Es gehört zur C. furcifer-Artengruppe, unterscheidet sich von anderen Chamäleons dieser Gruppe aber in einigen Merkmalen. Ein wichtiges Alleinstellungsmerkmal ist die schaufelförmige Schnauzenspitze, die bei Männchen deutlicher ausgeprägt ist als bei Weibchen. Ebenso eine Besonderheit dieser Art innerhalb der näheren Verwandtschaft ist die braune Färbung auf Kopf und Nacken, die sich aber nur bei Männchen, nicht bei Weibchen findet. Bei beiden Geschlechtern ist weder ein Rücken- noch ein Bauchkamm ausgeprägt.
Bei Stress weisen Tarzanchamäleons deutliche gelbe Streifen auf, bisweilen können die Tiere fast komplett gelb werden.

## Verbreitung und Habitat

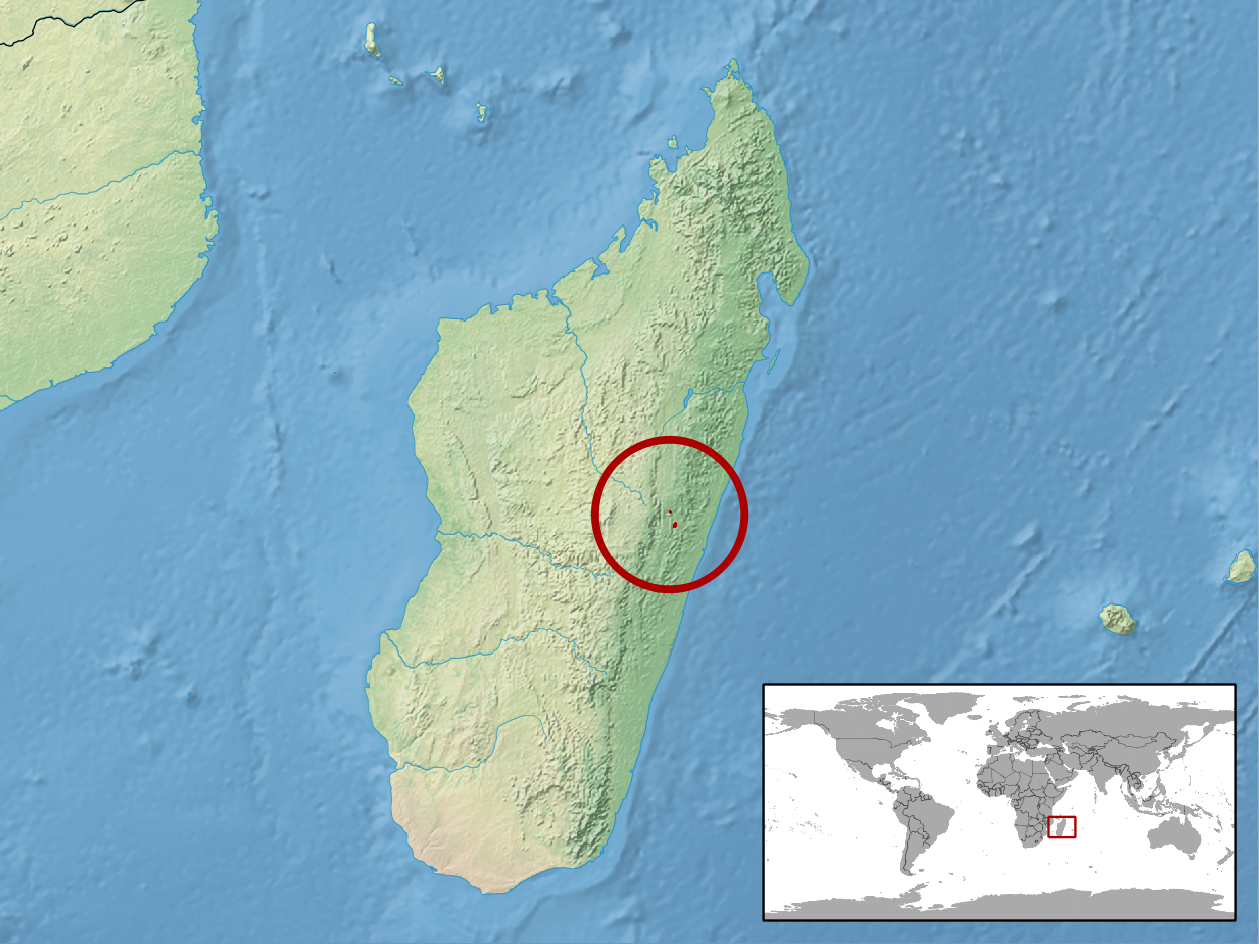
Verbreitungsgebiet

Der Holotyp des Tarzanchamäleons stammt aus einem Waldfragment bei Tarzanville. Alle Fundorte sind Waldfragmente in der Anosibe An'Ala Region (Provinz Moramanga) im Osten Madagaskars, etwa 800 bis 900 Meter über dem Meeresspiegel. Dort ist diese Art relativ häufig. Die Schlafplätze der Adulten finden sich 1 bis 4 Meter über dem Waldboden, die Schlafplätze der Jungtiere liegen mit 1 bis 2 Meter über dem Waldboden etwas tiefer.

## Etymologie
Das Artepitheth bezieht sich auf den Typusfundort „Tarzanville“. Die damit verbundene Anlehnung an die fiktive Romanfigur Tarzan geschah in der Hoffnung, dass dieser berühmte Name zum Bekanntheitsgrad dieser Art und den damit verbundenen Schutzbestrebungen beiträgt.

## Systematik
Die Nächstverwandten dieser Art sind eine Gruppe noch unbeschriebener Chamäleons aus Marolambo. Von dieser möglichen Schwesterart gibt es hauptsächlich genetisches Material, nur wenige morphologische Daten liegen vor. Da die Gattung Calumma als polyphyletisch betrachtet wird, kann sich der Gattungsname des Tarzanchamäleons noch ändern.

## Quelle
- Philip-Sebastian Gehring, Maciej Pabijan, Fanomezana M. Ratsoavina, Jörn Köhler, Miguel Vences, Frank Glaw: A Tarzan yell for conservation: a new chameleon, Calumma tarzan sp. n., proposed as a flagship species for the creation of new nature reserves in Madagascar. In: Salamandra. Bd. 46, Nr. 3, 2010, S. 151–163, Digitalisat (PDF; 6,94 MB).